# Polycirrus phosphoreus
Polycirrus phosphoreus är en ringmaskart som beskrevs av Addison Emery Verrill 1880. Polycirrus phosphoreus ingår i släktet Polycirrus och familjen Terebellidae. Inga underarter finns listade i Catalogue of Life.